# ネオ渋谷系
ネオ渋谷系（ネオしぶやけい）とは、音楽ジャンル/スタイルの一つである。NEO渋谷系と表記されることもある。

## 経緯
1990年代初頭、欧米のロックやポップス、ネオアコといった要素をJ-POPに取り混ぜた「渋谷系」と呼ばれる音楽ジャンルが流行した。その後2000年代に入りその渋谷系にカテゴライズされるミュージシャンに影響を受けて育った若手ミュージシャンらが活動を始め、それらが次第に「ネオ渋谷系」とカテゴライズされるようになっていった。
「ネオ渋谷系」という呼称の始まりは定かではないが、tetrapletrapの初期のインディーズ作品「Filmcut in the Siesta」（2003年2月3日発売）に「第二次渋谷系ムーブメント」と記載されている。また、中田ヤスタカとこしじまとしこから成るcapsuleは、2003年3月19日発売の作品『CUTIE CINEMA REPLAY』にてPizzicato Fiveを彷彿させるサウンドへ方向性の転換を果たし、さらに2004年1月23日には音楽ゲーム「pop'n music」の楽曲を多数手がける杉本清隆のソロプロジェクトORANGENOISE SHORTCUTが初期のコーネリアスを髣髴させる作品『Pop Quiz Cider』を発表。さらに、時期を同じくして後にメジャーデビューを果たすクノシンジ、YMCKといったミュージシャンがabcdefg*record、Vroomsound、bluebadge labelといったいくつかのインディーズレーベルより初期作品を発表した。
2006年11月に自由国民社から発行された『現代用語の基礎知識2007』に掲載されている。

## 代表的なレーベル
- abcdefg*record
- contemode
- Vroomsound
- Softly!
- Sucre
- bluebadge label
- USAGI-CHANG RECORDS

## 代表的なアーティスト
- tetrapletrap
- orangenoise shortcut
- Plus-Tech Squeeze Box
- capsule
- YMCK
- クノシンジ
- Frasco
- エイプリルズ
- Hazel Nuts Chocolate
- Strawberry Machine
- なっちゃんPEAK
- COPTER4016882
- Soda fountains
- naivepop or petitfool
- miette-one